# Flatbergium novo-caledoniae
Flatbergium novo-caledoniae là một loài thực vật thuộc họ Sphagnaceae. Đây là loài đặc hữu của New Caledonia. Môi trường sống tự nhiên của chúng là sông ngòi.
Loài này trước thuộc chi Sphagnum thuộc họ Sphagnaceae, về sau được đề xuất chuyển sang chi Flatbergium thuộc họ Flatbergiaceae.